# توماس ألميدا
توماس ألميدا (بالبرتغالية: Thomas Almeida) هو فنان قتال مختلط برازيلي، ولد في 31 يوليو 1991 في ساو باولو في البرازيل.

## وصلات خارجية
- توماس ألميدا على موقع يو إف سي (الإنجليزية)
- توماس ألميدا على موقع شيردوغ (الإنجليزية)
- توماس ألميدا على موقع Tapology.com (الإنجليزية)
- توماس ألميدا على موقع IMDb (الإنجليزية)
- توماس ألميدا على موقع قاعدة بيانات الفيلم (الإنجليزية)